# Tomorrow (canção de Silverchair)
"Tomorrow" é uma canção da banda australiana de rock Silverchair, lançada no seu álbum de estreia Frogstomp, que foi lançado em 1994 na Austrália e em 1995 em nos Estados Unidos. A canção chegou ao número um nos gráficos americanos da Billboard Modern Rock Tracks e Album Rock Tracks e ainda chegou ao nº 28 na Billboard Hot 100 Airplay. Na Austrália, a canção alcançou o topo na Australian singles chart. No Reino Unido, a canção alcançou o nº 59 no UK Singles Chart em Setembro de 1995.
A canção foi executada ao vivo pela última vez durante a parte inicial da turnê de Neon Ballroom, em 1999, e não foi tocada desde então. O vocalista Daniel Johns afirma que ele prefere tocar seu novo material, mais experimental em concerto.
A canção é uma faixa disponível para download no Rock Band e Guitar Hero World Tour.

## Vídeo musical
Dois diferentes vídeos foram liberados para promover o single. A versão apresentada nos Estados Unidos usaram muitos clichês de um típico vídeo músical de uma banda grunge. Tais exemplos incluem: iluminação dura, especialmente no rosto, várias imagens perturbadoras, como um porco comer dinheiro e tiros de uma criatura parecida com uma aranha; rápido deslocamento entre imagens aleatórias; notas manuscritas, também usada no vídeo de "Jeremy" do Pearl Jam. A versão americana do vídeo foi proibida da MTV estadunidense, devido às imagens horripilantes e de alguma forma perturbadoras.

## Desempenho nas paradas musicais
| Parada (1995)                         | Posição |
| ------------------------------------- | ------- |
| Australian Singles Chart              | 1       |
| Canadian RPM Singles Chart            | 42      |
| Canadian RPM Rock/Alternative Chart   | 1       |
| New Zealand Singles Chart             | 1       |
| UK Singles Chart                      | 59      |
| U.S. Billboard Hot 100 Airplay        | 28      |
| U.S. Billboard Mainstream Rock Tracks | 1       |
| U.S. Billboard Modern Rock Tracks     | 1       |